# Kajakarstwo na Letnich Igrzyskach Olimpijskich 2016 – K-2 1000 m mężczyzn
K-2 1000 metrów mężczyzn to jedna z konkurencji w kajakarstwie klasycznym rozgrywanych podczas Letnich Igrzysk Olimpijskich 2016. Kajakarze rywalizowali między 17 a 18 sierpnia na torze Lagoa Rodrigo de Freitas.

## Terminarz
Wszystkie godziny są podane w czasie brazylijskim (UTC-03:00)
| Data             | Godzina |            |
| ---------------- | ------- | ---------- |
| 17 sierpnia 2016 | 09:08   | Eliminacje |
| 17 sierpnia 2016 | 10:20   | Półfinały  |
| 18 sierpnia 2016 | 09:00   | Finały     |

## Wyniki

### Eliminacje
Najlepsza osoaba z każdego biegu awansowała do finału A pozostałe osady awansowały do półfinału.
Bieg 1
| Pozycja | Zawodnicy                           | Państwo  | Czas     | Uwagi |
| ------- | ----------------------------------- | -------- | -------- | ----- |
| 1       | Max Rendschmidt Marcus Gross        | Niemcy   | 3:19.258 | FA    |
| 2       | Erik Vlček Juraj Tarr               | Słowacja | 3:24.728 |       |
| 3       | Tibor Hufnágel Benjámin Ceiner      | Węgry    | 3:25.580 |       |
| 4       | Arnaud Hybois Étienne Hubert        | Francja  | 3:25.654 |       |
| 5       | Jorge Antonio Garcia Reinier Torres | Kuba     | 3:25.711 |       |
| 6       | Daniel Havel Jan Štěrba             | Czechy   | 3:53.907 |       |

Bieg 2
| Pozycja | Zawodnicy                               | Państwo    | Czas     | Uwagi |
| ------- | --------------------------------------- | ---------- | -------- | ----- |
| 1       | Marko Tomićević Milenko Zorić           | Serbia     | 3:15.298 | FA    |
| 2       | Ken Wallace Lachlan Tame                | Australia  | 3:23.019 |       |
| 3       | Ričardas Nekriošius Andrej Olijnik      | Litwa      | 3:24.246 |       |
| 4       | Emanuel Silva João Ribeiro              | Portugalia | 3:26.284 |       |
| 5       | Nicola Ripamonti Giulio Dressino        | Włochy     | 3:30.429 |       |
| 6       | Jewgienij Aleksiejew Aleksiej Diergunow | Kazachstan | 3:30.433 |       |

## Półfinały
Pierwsze trzy osoaby z każdego półfinału awansowąły do finału A, pozostałe do finału B.
Półfinał 1
| Pozycja | Zawodnicy                               | Państwo    | Czas     | Uwagi |
| ------- | --------------------------------------- | ---------- | -------- | ----- |
| 1       | Ken Wallace Lachlan Tame                | Australia  | 3:16.635 | FA    |
| 2       | Nicola Ripamonti Giulio Dressino        | Włochy     | 3:17.942 | FA    |
| 3       | Tibor Hufnágel Benjámin Ceiner          | Węgry      | 3:18.474 | FA    |
| 4       | Jewgienij Aleksiejew Aleksiej Diergunow | Kazachstan | 3:18.858 |       |
| 5       | Arnaud Hybois Étienne Hubert            | Francja    | 3:21.100 |       |

Półfinał 2
| Pozycja | Zawodnicy                           | Państwo    | Czas     | Uwagi |
| ------- | ----------------------------------- | ---------- | -------- | ----- |
| 1       | Emanuel Silva João Ribeiro          | Portugalia | 3:18.099 | FA    |
| 2       | Ričardas Nekriošius Andrej Olijnik  | Litwa      | 3:18.526 | FA    |
| 3       | Erik Vlček Juraj Tarr               | Słowacja   | 3:19.372 | FA    |
| 4       | Daniel Havel Jan Štěrba             | Czechy     | 3:21.569 |       |
| 5       | Jorge Antonio Garcia Reinier Torres | Kuba       | 3:23.466 |       |

## Finały

### Finał B
| Pozycja | Zawodnicy                               | Państwo    | Czas     | Uwagi |
| ------- | --------------------------------------- | ---------- | -------- | ----- |
| 1       | Jorge Antonio Garcia Reinier Torres     | Kuba       | 3:18.768 |       |
| 2       | Arnaud Hybois Étienne Hubert            | Francja    | 3:19.415 |       |
| 3       | Jewgienij Aleksiejew Aleksiej Diergunow | Kazachstan | 3:20.827 |       |
| 4       | Daniel Havel Jan Štěrba                 | Czechy     | 3:25.966 |       |

### Finał A
| Pozycja | Zawodnicy                          | Państwo    | Czas     | Uwagi |
| ------- | ---------------------------------- | ---------- | -------- | ----- |
| złoto   | Max Rendschmidt Marcus Gross       | Niemcy     | 3:10.781 |       |
| srebro  | Marko Tomićević Milenko Zorić      | Serbia     | 3:11.969 |       |
| brąz    | Ken Wallace Lachlan Tame           | Australia  | 3:12.593 |       |
| 4       | Emanuel Silva João Ribeiro         | Portugalia | 3:12.889 |       |
| 5       | Ričardas Nekriošius Andrej Olijnik | Litwa      | 3:14.748 |       |
| 6       | Nicola Ripamonti Giulio Dressino   | Włochy     | 3:14.883 |       |
| 7       | Tibor Hufnágel Benjámin Ceiner     | Węgry      | 3:15.387 |       |
| 8       | Erik Vlček Juraj Tarr              | Słowacja   | 3:15.916 |       |